# Tirora
Tirora, est une ville et un conseil municipal du district de Gondiya dans l'État indien du Maharashtra. Lors du recensement de l'Inde de 2011, sa population s'élève à 25 181 habitants.